# 하얼빈 지하철
하얼빈 지하철(哈爾濱地鐵)은 2008년에 헤이룽장성 하얼빈 시내에 극심한 교통지체를 해결하기 위해 중화인민공화국 정부에서 지원한 도시철도 사업이다. 2008년에 처음으로 난강 구에 1호선이 착공되면서 2013년에 일부 구간이 완공되었다.
하얼빈 지하철은 영하 38도 이하로 떨어지기도 하는 겨울 기온 때문에, 1호선을 건설할 당시 여름 기간에 대부분의 공사를 실시했다.
현재 개통된 1호선은 하얼빈남역 - 흑룡강대 - 하얼빈공대 - 하얼빈동역을 약 27km의 거리로 연결한다. 하지만 하얼빈역, 중앙대가, 하얼빈 롱타 등 주요 관광지와의 접근성이 좋지 않다. 따라서 추후 2호선, 3호선, 4호선 상하행선, 5호선 상하행선, 공항선 등을 착공함으로 인해 시내의 각 주요 시설을 확실하게 연계할 예정이다.
하얼빈 지하철을 이용할 경우, 중화인민공화국 내 타 지하철 노선과 마찬가지로 개찰구에 들어서기 전 소지품 검사를 실시해야 한다.

## 노선

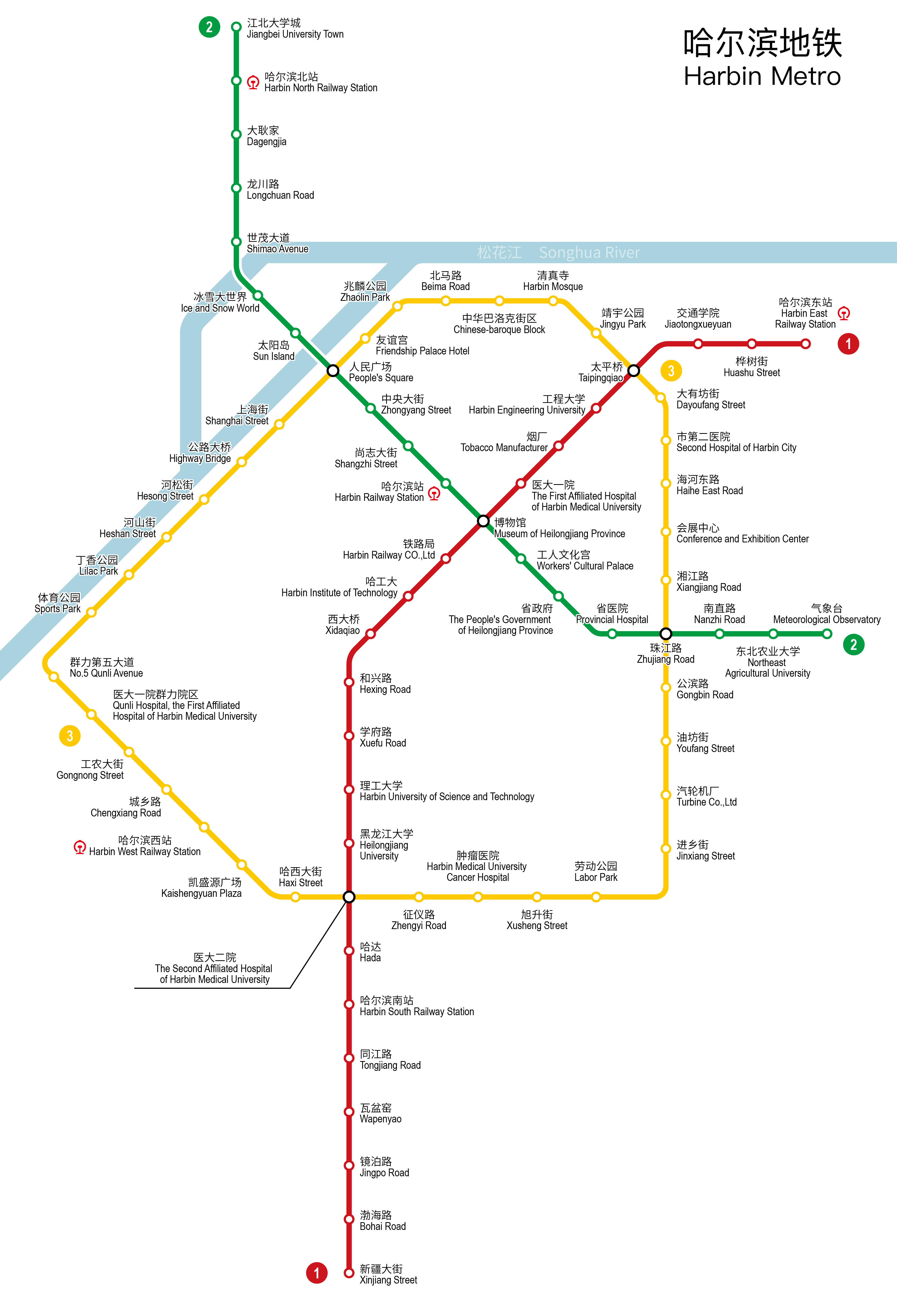

| 노선  | 정거장                     | 정거장             | 개통 | 최근 연장 | 거리 km | 역 |
| ----- | -------------------------- | ------------------ | ---- | --------- | ------- | -- |
| 1호선 | 하동(哈東)                 | 하난(哈南)         | 2013 | 2019      | 26.05   | 23 |
| 2호선 | 장베이대학타운(江北大学城) | 기상대(气象台)     | 2021 | —         | 28.7    | 19 |
| 3호선 | 하시(哈西)                 | 의대이원(醫大二院) | 2017 | —         | 37.54   | 36 |
| 총계  | 총계                       | 총계               | 총계 | 총계      | 92.74   | 78 |

## 같이 보기
- 지하철 목록